# Роллінг-Філдс (Кентуккі)
Роллінг-Філдс (англ. Rolling Fields) — місто (англ. city) в США, в окрузі Джефферсон штату Кентуккі. Населення — 720 осіб (2020).

## Географія
Роллінг-Філдс розташований за координатами 38°16′8″ пн. ш. 85°40′15″ зх. д. / 38.26889° пн. ш. 85.67083° зх. д. (38.268926, -85.670841).  За даними Бюро перепису населення США в 2010 році місто мало площу 0,60 км², уся площа — суходіл.

## Демографія
Згідно з переписом 2010 року, у місті мешкало 646 осіб у 245 домогосподарствах у складі 188 родин. Густота населення становила 1074 особи/км².  Було 260 помешкань (432/км²).
Расовий склад населення:
| - 98,9 % — білих - 0,6 % — чорних або афроамериканців - 0,2 % — азіатів |

До двох чи більше рас належало 0,3 %. Частка іспаномовних становила 0,2 % від усіх жителів.
За віковим діапазоном населення розподілялося таким чином: 31,4 % — особи молодші 18 років, 50,8 % — особи у віці 18—64 років, 17,8 % — особи у віці 65 років та старші. Медіана віку мешканця становила 44,8 року. На 100 осіб жіночої статі у місті припадало 86,7 чоловіків;  на 100 жінок у віці від 18 років та старших — 83,1 чоловіків також старших 18 років.
Середній дохід на одне домашнє господарство  становив 192 881 долар США (медіана — 103 542), а середній дохід на одну сім'ю — 224 940 доларів (медіана — 134 583). За межею бідності перебувало 6,9 % осіб, у тому числі 8,3 % дітей у віці до 18 років та 3,9 % осіб у віці 65 років та старших.
Цивільне працевлаштоване населення становило 273 особи. Основні галузі зайнятості: фінанси, страхування та нерухомість — 21,6 %, освіта, охорона здоров'я та соціальна допомога — 21,6 %, науковці, спеціалісти, менеджери — 14,3 %, мистецтво, розваги та відпочинок — 12,8 %.